# NGC 2562
NGC 2562 é uma galáxia espiral (S0-a) localizada na direcção da constelação de Cancer. Possui uma declinação de +21° 07' 54" e uma ascensão recta de 8 horas, 20 minutos e 23,5 segundos.
A galáxia NGC 2562 foi descoberta em 13 de Fevereiro de 1787 por William Herschel.